# Trichosalpingus laticollis
Trichosalpingus laticollis là một loài bọ cánh cứng trong họ Mycteridae. Loài này được Lea miêu tả khoa học năm 1920.